# Liippalammit
Liippalammit este o arie protejată (arie specială de conservare — SAC, sit de importanță comunitară — SCI) din Finlanda întinsă pe o suprafață de 185 ha, integral pe uscat.

## Localizare
Centrul sitului Liippalammit este situat la coordonatele 63°42′05″N 29°37′21″E / 63.7014°N 29.6225°E.

## Înființare
Situl Liippalammit a fost declarat sit de importanță comunitară în mai 2002 pentru a proteja 1 specie de animale. Situl a fost protejat și ca arie specială de conservare în aprilie 2015.

## Biodiversitate
Situată în ecoregiunea boreală, aria protejată conține 7 habitate naturale: Lacuri și iazuri distrofice naturale, Cursuri de apă de la nivel de câmpie la nivel montan, cu vegetație Ranunculion fluitantis și Callitricho-Batrachion, Mlaștini turboase de tranziție și turbării mișcătoare, Izvoare fino-scandinave și mlaștini produse de izvoare bogate în minerale, Turbării Aapa, Taiga vestică, Mlaștini împădurite.
La baza desemnării sitului se află o specie protejată de  mamifere: veveriță zburătoare siberiană (Pteromys volans).
Pe lângă speciile protejate, pe teritoriul sitului au mai fost identificate 3 specii de pești.